# Paschatherium
Paschatherium — невеликий вимерлий ссавець із ряду Perissodactyla з зубами, схожими на комахоїдних. Його морфологія вказує на деревну форму, пристосовану до лазіння та бігу по деревах. Пасхатерій мав бути надзвичайно численним у пізньому палеоцені та ранньому еоцені Європи, оскільки він становить більшість усіх скам’янілостей ссавців у деяких місцях скам'янілостей.
Paschatherium розглядався як можливий предок наших сучасних слонів, морських корів і даманів. Однак кладистичний аналіз 2014 року помістив його до стеблових непарнопалих.